# 第41回スーパーボウル
第41回スーパーボウル（だい41かいスーパーボウル、Super Bowl XLI）は2007年2月4日にフロリダ州マイアミ市郊外マイアミガーデンズのドルフィン・スタジアムで行われた41回目のスーパーボウル。AFCチャンピオンであるインディアナポリス・コルツとNFCチャンピオンであるシカゴ・ベアーズの対戦。コルツがベアーズを29-17で破って、1970年シーズン以来36年ぶり2回目のスーパーボウル勝利を収めた。MVPはコルツのクォーターバックであるペイトン・マニングが受賞した。
テレビ中継はCBSが担当した。41回目の開催にして、初めてアフリカ系アメリカ人のヘッドコーチが率いるチームがスーパーボウルに出場する試合であり、また、双方のヘッドコーチがアフリカ系アメリカ人であることから、アフリカ系アメリカ人のヘッドコーチが率いるチームが初めてスーパーボウルに勝利する試合として事前から注目された。

## 開催地
2003年9月17日のオーナー会議で、アリゾナ州、タンパベイ、ニューヨーク、ワシントンD.C.を破り、マイアミのドルフィン・スタジアムでの開催が決定した。
同スタジアムでスーパーボウルが開催されるのは、ジョン・エルウェイ、テレル・デービス、クリス・チャンドラー、ジャマール・アンダーソンといった選手が出場し、エルウェイがスーパーボウル二連覇後に引退した第33回大会以来、8年ぶり4度目、マイアミでの開催は9度目である。
| 回                       | AFC代表                      | スコア         | NFC代表                  | MVP            | MVP                    |
| オレンジボウル           | オレンジボウル               | オレンジボウル | オレンジボウル           | オレンジボウル | オレンジボウル         |
| ------------------------ | ---------------------------- | -------------- | ------------------------ | -------------- | ---------------------- |
| 2                        | オークランド・レイダース     | 14-33          | グリーンベイ・パッカーズ | QB             | バート・スター         |
| 3                        | ニューヨーク・ジェッツ       | 16-7           | ボルチモア・コルツ       | QB             | ジョー・ネイマス       |
| 5                        | ボルチモア・コルツ           | 16-13          | ダラス・カウボーイズ     | OLB            | チャック・ハウリー     |
| 10                       | ピッツバーグ・スティーラーズ | 21-17          | ダラス・カウボーイズ     | WR             | リン・スワン           |
| 13                       | ピッツバーグ・スティーラーズ | 35-31          | ダラス・カウボーイズ     | QB             | テリー・ブラッドショー |
| ハードロック・スタジアム |                              |                |                          |                |                        |
| 23                       | シンシナティ・ベンガルズ     | 16-20          | サンフランシスコ・49ers  | WR             | ジェリー・ライス       |
| 29                       | サンディエゴ・チャージャーズ | 26-49          | サンフランシスコ・49ers  | QB             | スティーブ・ヤング     |
| 33                       | デンバー・ブロンコス         | 34-19          | アトランタ・ファルコンズ | QB             | ジョン・エルウェイ     |

   は、勝利したチーム

## 出場チーム

### シカゴ・ベアーズ

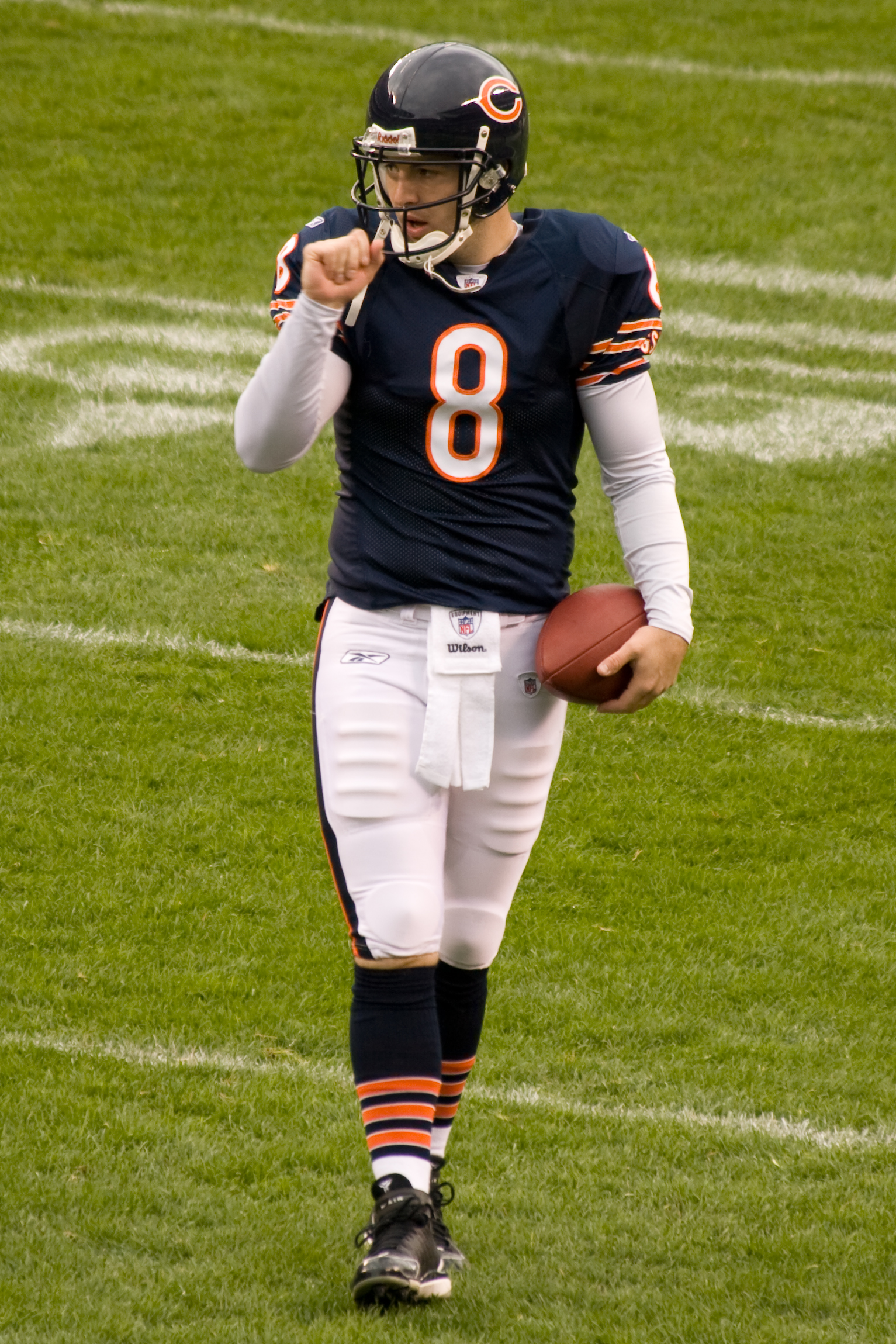
QBグロスマン

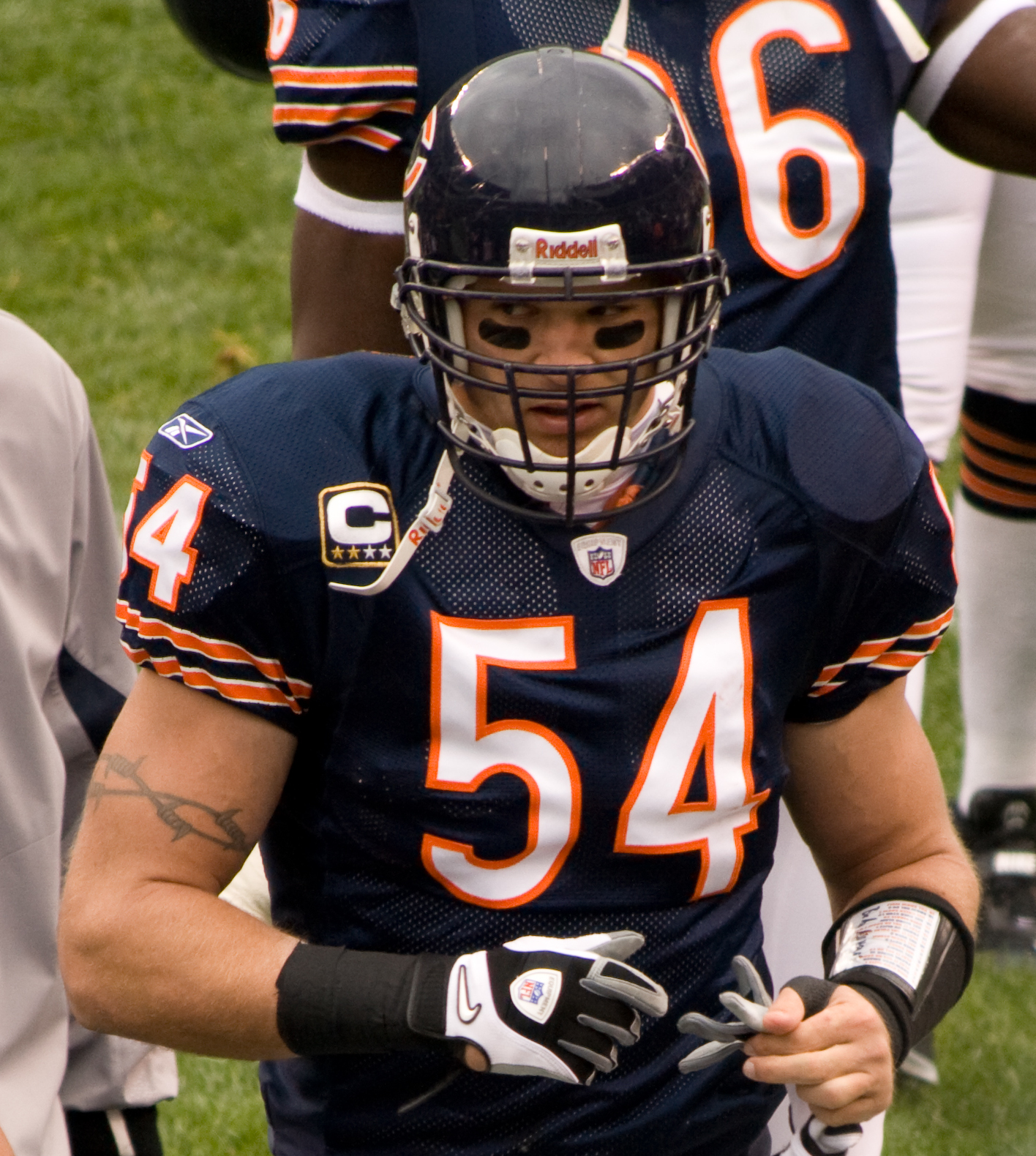
LBアーラッカー

シカゴ・ベアーズはNFCトップの13勝3敗でシーズンを終えた。NFL3位の255失点、NFL2位の427得点をあげた。得点のうち65得点は、ディフェンスとスペシャルチームによるものであった。
オフェンスは2003年のドラフト1位QBレックス・グロスマンに率いられた。過去3シーズン、怪我などにより、わずか8試合しかプレーしたことのなかった彼は、2006年には全16試合で先発出場し、3,193ヤードを獲得、ベアーズのQBとしては、1995年以降最多となる23タッチダウンをあげた。その一方、ターンオーバーが多く、この年20インターセプト、5ファンブルロストした。最後の7試合で18回ボールを失っており、多くのファンや専門家はラビー・スミスヘッドコーチが彼をベンチに下げることを期待したが、グロスマンはエースQBの座を全うした。
ワイドレシーバーのムーシン・ムハマドが60回のキャッチで863ヤード、5タッチダウン、バーナード・ベリアンが51回のキャッチで775ヤード、7タッチダウン、タイトエンドのデズモンド・クラークは45回のキャッチで626ヤード、6タッチダウンをあげた。またランニングバックのトーマス・ジョーンズは1,210ヤードを走るとともに、36キャッチ、セドリック・ベンソンは647ヤードを走り6タッチダウンをあげた。
ディフェンスはトータルヤード喪失NFL5位の成績を残した。またランディフェンスでは1試合あたり100ヤード未満しか許さなかった。ディフェンシブラインのアデワーレ・オグンリエが6.5サック、プロボウルに選ばれたトミー・ハリスが5サック、新人のマーク・アンダーソンがチームトップの12サックをあげた。ラインバッカーのランス・ブリッグズ、ブライアン・アーラッカーはプロボウルに選ばれ、コーナーバックのリッキー・マニング、チャールズ・ティルマンはそれぞれ5インターセプトをあげた。第6週のアリゾナ・カージナルス戦では、ディフェンスとスペシャルチームの活躍で20点差を逆転勝利している。
12試合目にハリスを負傷で失ってからは、ディフェンスのパフォーマンスは低下、彼が出場していた間は、20失点以上した試合はわずか2試合であったが、それ以降の7試合中6試合（プレーオフ3試合中2試合）で20失点以上した。NFCチャンピオンシップゲームのニューオーリンズ・セインツ戦のみ20失点せずに終えた。
スペシャルチームからは、ブレンドン・アイオンバーデイジョ、ロビー・ゴールド、デビン・ヘスターの3人がプロボウルに選ばれた。ゴールドはNFLのキッカートップの143得点、ルーキーのヘスターはパントリターンでNFL2位の平均12.8ヤードをリターン、NFL記録となる6タッチダウンをスペシャルチームであげた。

### インディアナポリス・コルツ

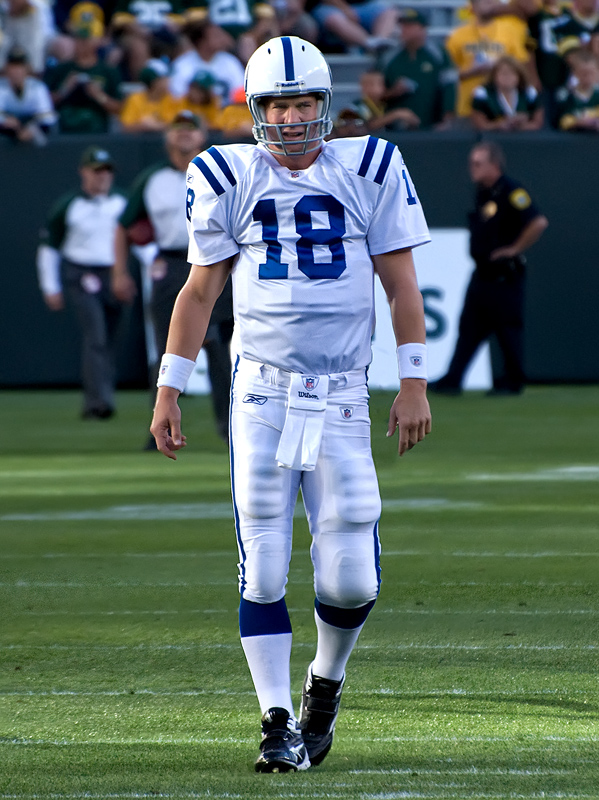
QBマニング

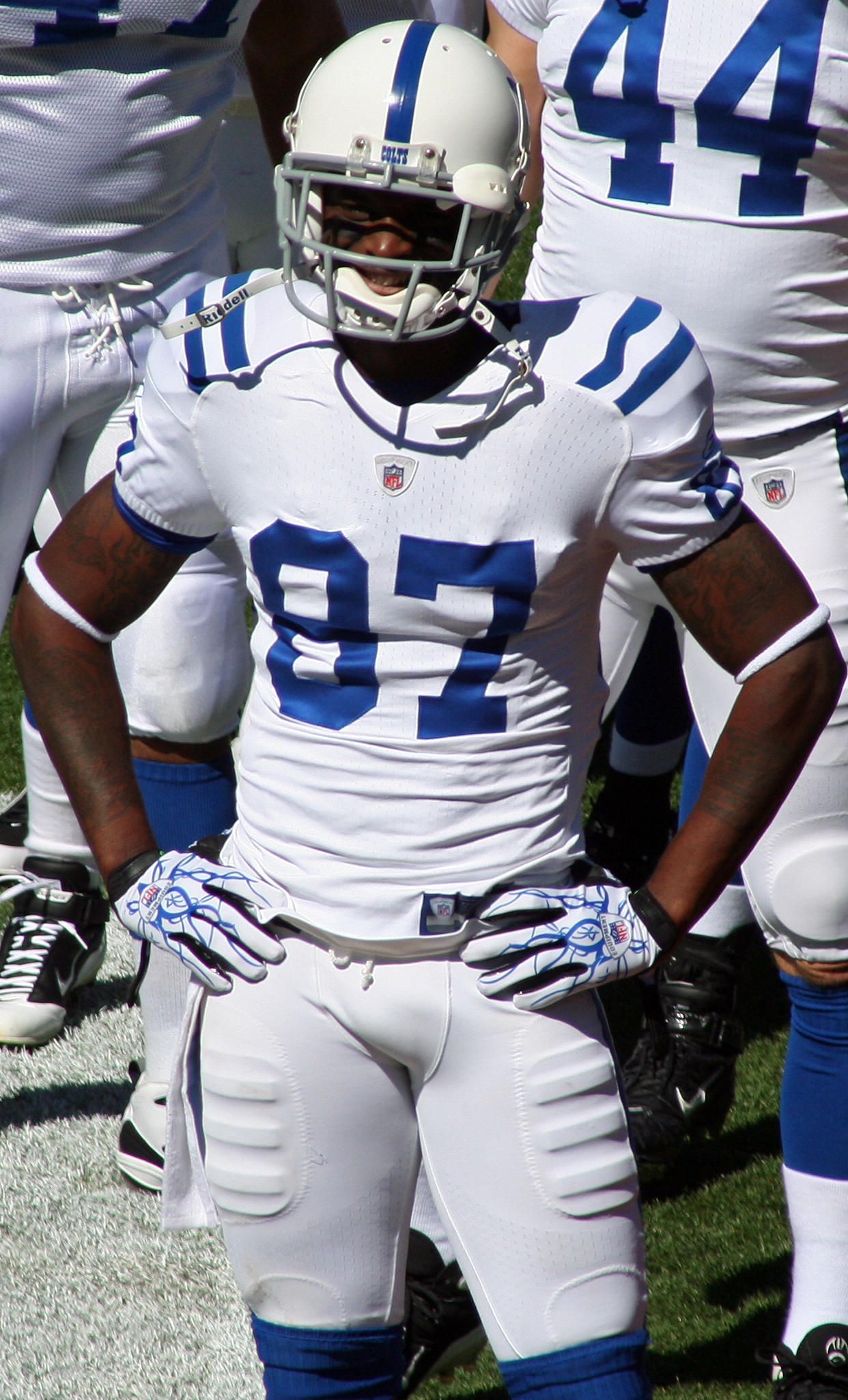
WRウェイン

インディアナポリス・コルツは第5回スーパーボウル以来となる36年ぶりのスーパーボウル出場を果たした。1998年のドラフト全体1位でQBペイトン・マニングを獲得してから9年目のことであった。マニング、WRマービン・ハリソン、RBエジャリン・ジェームスらは4シーズンに渡り、リーグ屈指のオフェンスを見せてきたが、ディフェンスが崩壊し、チームは負け越し、プレーオフ1回戦での敗退をくり返した。2002年にジム・モーラヘッドコーチが解任され、トニー・ダンジーが就任したのが転機となった。ダンジーは、タンパベイ・バッカニアーズのヘッドコーチとしてリーグ屈指のディフェンスを作り上げており、コルツでもディフェンスの改善が期待された。2002年から2005年までの64試合でチームは48勝16敗の成績をあげた。しかし2002年にはニューヨーク・ジェッツにワイルドカードで0-41、2003年にはAFCチャンピオンシップゲームに進出したが、ニューイングランド・ペイトリオッツとの試合でマニングが4インターセプトを喫し、14-24で敗れた。2004年にはオフェンスが522得点、総獲得ヤード、6,582ヤードとリーグ史上で見ても素晴らしい成績を残した。またマニングはNFLのシーズンTDパス記録を更新、QBレイティングでも史上最高記録をあげた。しかし雪の降る中で行われたペイトリオッツとのディビジョナルプレーオフで3-20と敗れた。
2005年にはディフェンスが進歩し、チームは開幕から13連勝し、14勝2敗でシーズンを終えた。得点、失点それぞれでNFL2位とバランスの取れた成績を残したが、ディビジョナルプレーオフでAFC第6シードのピッツバーグ・スティーラーズに18-21で敗れた。この敗戦後、マニングにはチャンピオンになれないという評判が立った（テネシー大学時代にも全米チャンピオンにはなっておらず、彼の卒業した年に大学はチャンピオンとなった。）。2005年シーズン終了後、コルツはエジャリン・ジェームス、FG成功率でNFL歴代トップの成績をあげていたキッカーのマイク・バーダージャットを失った。
2006年、マニングはパス555回中362回成功、4,397ヤード、NFLトップの31TDパスを成功、わずか9インターセプト、15被サックの成績で自身7回目のプロボウルに選ばれた。ハリソンが95回のキャッチで1,366ヤード、12TD、ディープスリートのレジー・ウェインは86回のキャッチで1,310ヤード、タイトエンドのベン・ユーテクト、ダラス・クラークもそれぞれ30回以上のレシーブで300ヤード以上を獲得した。
地上戦では新人RBのジョセフ・アダイが先発出場0試合でありながら、チームトップの1,081ヤード（平均4.8ヤード）、40回のキャッチで325ヤード、合計8タッチダウンをあげた。またドミニク・ローズが641ヤード、36回のキャッチで251ヤードを獲得した。オフェンシブラインはプロボウラーのジェフ・サタデー、タリク・グレンに率いられた。バンダージャットの代わりにアダム・ビナティエリを獲得した。ビナティエリのFG成功率はそれほど高くなかったが、チームは第36回スーパーボウル、第38回スーパーボウルでの決勝点をあげた彼のクラッチ能力に期待を寄せた。
パス喪失ヤードでNFL2位となった。ドワイト・フリーニー、ロバート・マシス（9.5サック、4ファンブルフォース）は、リーグ屈指の強力DEコンビであり、LBケイト・ジューンはチームトップの92タックル、3インターセプトをあげた。一方ランディフェンスは弱点であり、リーグ最下位の2,768ヤード（平均1732ヤード）を許していた。またキックオフのカバレッジチームは、キックオフリターンでNFL32チーム中30位、パントリターンで31位と弱点であった。
チームは開幕から9連勝したが、その後7試合で4敗し、12勝4敗でAFC第3シードでレギュラーシーズンを終えた。

### プレーオフ
コルツのランディフェンスは弱点と見られていたが、カンザスシティ・チーフス戦でこの年1,789ヤードを走ったラリー・ジョンソンを13回わずか32ヤード封じ、ボルチモア・レイブンズ戦ではシーズン1,132ヤードを走ったジャマール・ルイスを53ヤードに抑え、ビナティエリの5本のFGで15-6と勝利した。RCAドームで行われたペイトリオッツとの試合では、一時3-21とリードを許したが、後半に32-13と圧倒、残り1分にアダイのTDで38-34と逆転、ペイトリオッツの最後の反撃はマーリン・ジャクソンがインターセプトして断ち切った。18点差からの逆転はAFC、NFCチャンピオンシップ史上最多得点差からの逆転であった。
ベアーズはシアトル・シーホークスをオーバータイムにゴールドの49ヤードFGで27－24と破り、ニューオーリンズ・セインツとのNFCチャンピオンシップゲームでは、16-0とリード、ドリュー・ブリーズの2TDパスで16-14と詰め寄られたが、その後23得点を連取、39-14で1985年の第20回スーパーボウル以来21年ぶりとなるスーパーボウル出場を決めた。この試合ではトーマス・ジョーンズがチームのポストシーズン記録となる123ヤードを走り、2TDをあげた。
両カンファレンスのチャンピオンシップでホームチームがいずれも勝利したのは、1996年以来のことであった。コルツはドーム球場を本拠地とするチームとしては初めて屋外競技場でのスーパーボウルで勝利した（ドーム球場を本拠地としており、スーパーボウルで初めて優勝したのは第34回スーパーボウル優勝のセントルイス・ラムズ）。

### 試合開催前の話題
ベアーズのDTタンク・ジョンソンは、6丁の銃、2丁のアソルトライフルの無免許所持で逮捕されており、イリノイ州の裁判所に、州を離れる許可を申請、1月23日にこの請求は認められた。
対戦する両チーム、シカゴとインディアナポリスは、182マイル（293km）しか離れておらず、これはそれまでの対戦チーム間の距離としては最短であった。コルツのトニー・ダンジーヘッドコーチは、インディアナ州のフォートウェインで試合をしてはどうかとジム・ナンツにジョークを言っている。

## 試合経過
| \| 開始 \| 開始 \| 開始 \| ボール保持 \| ドライブ \| ドライブ \| TOP \| 結果 \| 得点内容 \| 得点内容 \| 得点内容 \| 得点 \| 得点 \| \| Q \| 時間 \| 地点 \| ボール保持 \| P \| yd \| TOP \| 結果 \| yd \| 得点者 \| PAT \| コルツ \| ベアーズ \| \| ------------------------------------------------------------------------------------------------------------------------------- \| ------------------------------------------------------------------------------------------------------------------------------- \| ------------------------------------------------------------------------------------------------------------------------------- \| ------------------------------------------------------------------------------------------------------------------------------- \| ------------------------------------------------------------------------------------------------------------------------------- \| ------------------------------------------------------------------------------------------------------------------------------- \| ------------------------------------------------------------------------------------------------------------------------------- \| ------------------------------------------------------------------------------------------------------------------------------- \| ------------------------------------------------------------------------------------------------------------------------------- \| ------------------------------------------------------------------------------------------------------------------------------- \| ------------------------------------------------------------------------------------------------------------------------------- \| ------ \| -------- \| \| 1 \| 15:00 \| — \| ベアーズ \| — \| — \| 0:14 \| キックオフリターンTD \| 92 \| ヘスター \| キック成功 \| 0 \| 7 \| \| 1 \| 14:46 \| 自陣30 \| コルツ \| 5 \| 11 \| 1:58 \| インターセプト \| — \| — \| — \| — \| — \| \| 1 \| 12:48 \| 自陣35 \| ベアーズ \| 3 \| 7 \| 1:28 \| パント \| — \| — \| — \| — \| — \| \| 1 \| 11:20 \| 自陣20 \| コルツ \| 9 \| 80 \| 4:30 \| タッチダウン（パス） \| 53 \| マニング→ウェイン \| キック失敗 \| 6 \| 7 \| \| 1 \| 6:50 \| — \| ベアーズ \| — \| — \| 0:07 \| ファンブルロスト \| — \| — \| — \| — \| — \| \| 1 \| 6:43 \| 敵陣34 \| コルツ \| 1 \| 0 \| 0:09 \| ファンブルロスト \| — \| — \| — \| — \| — \| \| 1 \| 6:34 \| 自陣43 \| ベアーズ \| 4 \| 57 \| 2:00 \| タッチダウン（パス） \| 4 \| グロスマン→Muhammad \| キック成功 \| 6 \| 14 \| \| 1 \| 4:34 \| 自陣16 \| コルツ \| 3 \| 3 \| 1:29 \| パント \| — \| — \| — \| — \| — \| \| 1 \| 3:05 \| 自陣35 \| ベアーズ \| 2 \| 8 \| 0:31 \| ファンブルロスト \| — \| — \| — \| — \| — \| \| 1 \| 2:34 \| 敵陣43 \| コルツ \| 3 \| 7 \| 1:01 \| パント \| — \| — \| — \| — \| — \| \| 1 \| 1:33 \| 自陣5 \| ベアーズ \| 3 \| 8 \| 1:24 \| パント \| — \| — \| — \| — \| — \| \| 1-2 \| 0:09 \| 自陣42 \| コルツ \| 8 \| 47 \| 3:52 \| フィールドゴール成功 \| 29 \| ビナティエリ \| — \| 9 \| 14 \| \| 2 \| 11:17 \| 自陣22 \| ベアーズ \| 3 \| 6 \| 2:00 \| パント \| — \| — \| — \| — \| — \| \| 2 \| 9:17 \| 自陣42 \| コルツ \| 7 \| 58 \| 3:08 \| タッチダウン（ラン） \| 1 \| Rhodes \| キック成功 \| 16 \| 14 \| \| 2 \| 6:09 \| 自陣36 \| ベアーズ \| 3 \| 9 \| 2:12 \| パント \| — \| — \| — \| — \| — \| \| 2 \| 3:57 \| 自陣35 \| コルツ \| 7 \| 28 \| 2:31 \| ファンブルロスト \| — \| — \| — \| — \| — \| \| 2 \| 1:26 \| 自陣36 \| ベアーズ \| 1 \| -1 \| 0:08 \| ファンブルロスト \| — \| — \| — \| — \| — \| \| 2 \| 1:18 \| 敵陣35 \| コルツ \| 5 \| 18 \| 1:18 \| 36ydフィールドゴール失敗 \| — \| — \| — \| — \| — \| \| 前半終了 \| \| \| \| \| \| \| \| \| \| \| \| \| \| 3 \| 15:00 \| 自陣38 \| コルツ \| 13 \| 56 \| 7:34 \| フィールドゴール成功 \| 24 \| ビナティエリ \| — \| 19 \| 14 \| \| 3 \| 7:26 \| 自陣32 \| ベアーズ \| 4 \| 1 \| 2:03 \| パント \| — \| — \| — \| — \| — \| \| 3 \| 5:23 \| 自陣36 \| コルツ \| 6 \| 62 \| 2:07 \| フィールドゴール成功 \| 20 \| ビナティエリ \| — \| 22 \| 14 \| \| 3 \| 3:16 \| 自陣40 \| ベアーズ \| 6 \| 14 \| 2:02 \| フィールドゴール成功 \| 44 \| Gould \| — \| 22 \| 17 \| \| 3-4 \| 1:14 \| 自陣32 \| コルツ \| 6 \| 18 \| 2:36 \| パント \| — \| — \| — \| — \| — \| \| 4 \| 13:38 \| 自陣20 \| ベアーズ \| 3 \| 18 \| 1:54 \| インターセプトリターンTD \| 56 \| ヘイデン \| キック成功 \| 29 \| 17 \| \| 4 \| 11:44 \| 自陣20 \| ベアーズ \| 4 \| 19 \| 1:49 \| インターセプト \| — \| — \| — \| — \| — \| \| 4 \| 9:55 \| 敵陣41 \| コルツ \| 4 \| 1 \| 2:28 \| パント \| — \| — \| — \| — \| — \| \| 4 \| 7:27 \| 自陣8 \| ベアーズ \| 8 \| 39 \| 2:22 \| 第4ダウン失敗 \| — \| — \| — \| — \| — \| \| 4 \| 5:05 \| 敵陣47 \| コルツ \| 8 \| 31 \| 3:23 \| 第4ダウン失敗 \| — \| — \| — \| — \| — \| \| 4 \| 1:42 \| 自陣16 \| ベアーズ \| 5 \| 48 \| 1:42 \| 試合終了 \| — \| — \| — \| — \| — \| \| P=プレー数、TOP=タイム・オブ・ポゼッション、PAT=ポイント・アフター・タッチダウン。 アメリカンフットボールの用語集 (en) も参照。 \| P=プレー数、TOP=タイム・オブ・ポゼッション、PAT=ポイント・アフター・タッチダウン。 アメリカンフットボールの用語集 (en) も参照。 \| P=プレー数、TOP=タイム・オブ・ポゼッション、PAT=ポイント・アフター・タッチダウン。 アメリカンフットボールの用語集 (en) も参照。 \| P=プレー数、TOP=タイム・オブ・ポゼッション、PAT=ポイント・アフター・タッチダウン。 アメリカンフットボールの用語集 (en) も参照。 \| P=プレー数、TOP=タイム・オブ・ポゼッション、PAT=ポイント・アフター・タッチダウン。 アメリカンフットボールの用語集 (en) も参照。 \| P=プレー数、TOP=タイム・オブ・ポゼッション、PAT=ポイント・アフター・タッチダウン。 アメリカンフットボールの用語集 (en) も参照。 \| P=プレー数、TOP=タイム・オブ・ポゼッション、PAT=ポイント・アフター・タッチダウン。 アメリカンフットボールの用語集 (en) も参照。 \| P=プレー数、TOP=タイム・オブ・ポゼッション、PAT=ポイント・アフター・タッチダウン。 アメリカンフットボールの用語集 (en) も参照。 \| P=プレー数、TOP=タイム・オブ・ポゼッション、PAT=ポイント・アフター・タッチダウン。 アメリカンフットボールの用語集 (en) も参照。 \| P=プレー数、TOP=タイム・オブ・ポゼッション、PAT=ポイント・アフター・タッチダウン。 アメリカンフットボールの用語集 (en) も参照。 \| P=プレー数、TOP=タイム・オブ・ポゼッション、PAT=ポイント・アフター・タッチダウン。 アメリカンフットボールの用語集 (en) も参照。 \| 29 \| 17 \| | | | | | | | | | | |        |          |
| 開始 | 開始 | 開始 | ボール保持 | ドライブ | ドライブ | TOP | 結果 | 得点内容 | 得点内容 | 得点内容 | 得点   | 得点     |
| Q | 時間 | 地点 | ボール保持 | P | yd | TOP | 結果 | yd | 得点者 | PAT | コルツ | ベアーズ |
| 1 | 15:00 | — | ベアーズ | — | — | 0:14 | キックオフリターンTD | 92 | ヘスター | キック成功 | 0      | 7        |
| 1 | 14:46 | 自陣30 | コルツ | 5 | 11 | 1:58 | インターセプト | — | — | — | —      | —        |
| 1 | 12:48 | 自陣35 | ベアーズ | 3 | 7 | 1:28 | パント | — | — | — | —      | —        |
| 1 | 11:20 | 自陣20 | コルツ | 9 | 80 | 4:30 | タッチダウン（パス） | 53 | マニング→ウェイン | キック失敗 | 6      | 7        |
| 1 | 6:50 | — | ベアーズ | — | — | 0:07 | ファンブルロスト | — | — | — | —      | —        |
| 1 | 6:43 | 敵陣34 | コルツ | 1 | 0 | 0:09 | ファンブルロスト | — | — | — | —      | —        |
| 1 | 6:34 | 自陣43 | ベアーズ | 4 | 57 | 2:00 | タッチダウン（パス） | 4 | グロスマン→Muhammad | キック成功 | 6      | 14       |
| 1 | 4:34 | 自陣16 | コルツ | 3 | 3 | 1:29 | パント | — | — | — | —      | —        |
| 1 | 3:05 | 自陣35 | ベアーズ | 2 | 8 | 0:31 | ファンブルロスト | — | — | — | —      | —        |
| 1 | 2:34 | 敵陣43 | コルツ | 3 | 7 | 1:01 | パント | — | — | — | —      | —        |
| 1 | 1:33 | 自陣5 | ベアーズ | 3 | 8 | 1:24 | パント | — | — | — | —      | —        |
| 1-2 | 0:09 | 自陣42 | コルツ | 8 | 47 | 3:52 | フィールドゴール成功 | 29 | ビナティエリ | — | 9      | 14       |
| 2 | 11:17 | 自陣22 | ベアーズ | 3 | 6 | 2:00 | パント | — | — | — | —      | —        |
| 2 | 9:17 | 自陣42 | コルツ | 7 | 58 | 3:08 | タッチダウン（ラン） | 1 | Rhodes | キック成功 | 16     | 14       |
| 2 | 6:09 | 自陣36 | ベアーズ | 3 | 9 | 2:12 | パント | — | — | — | —      | —        |
| 2 | 3:57 | 自陣35 | コルツ | 7 | 28 | 2:31 | ファンブルロスト | — | — | — | —      | —        |
| 2 | 1:26 | 自陣36 | ベアーズ | 1 | -1 | 0:08 | ファンブルロスト | — | — | — | —      | —        |
| 2 | 1:18 | 敵陣35 | コルツ | 5 | 18 | 1:18 | 36ydフィールドゴール失敗 | — | — | — | —      | —        |
| 前半終了 | | | | | | | | | | |        |          |
| 3 | 15:00 | 自陣38 | コルツ | 13 | 56 | 7:34 | フィールドゴール成功 | 24 | ビナティエリ | — | 19     | 14       |
| 3 | 7:26 | 自陣32 | ベアーズ | 4 | 1 | 2:03 | パント | — | — | — | —      | —        |
| 3 | 5:23 | 自陣36 | コルツ | 6 | 62 | 2:07 | フィールドゴール成功 | 20 | ビナティエリ | — | 22     | 14       |
| 3 | 3:16 | 自陣40 | ベアーズ | 6 | 14 | 2:02 | フィールドゴール成功 | 44 | Gould | — | 22     | 17       |
| 3-4 | 1:14 | 自陣32 | コルツ | 6 | 18 | 2:36 | パント | — | — | — | —      | —        |
| 4 | 13:38 | 自陣20 | ベアーズ | 3 | 18 | 1:54 | インターセプトリターンTD | 56 | ヘイデン | キック成功 | 29     | 17       |
| 4 | 11:44 | 自陣20 | ベアーズ | 4 | 19 | 1:49 | インターセプト | — | — | — | —      | —        |
| 4 | 9:55 | 敵陣41 | コルツ | 4 | 1 | 2:28 | パント | — | — | — | —      | —        |
| 4 | 7:27 | 自陣8 | ベアーズ | 8 | 39 | 2:22 | 第4ダウン失敗 | — | — | — | —      | —        |
| 4 | 5:05 | 敵陣47 | コルツ | 8 | 31 | 3:23 | 第4ダウン失敗 | — | — | — | —      | —        |
| 4 | 1:42 | 自陣16 | ベアーズ | 5 | 48 | 1:42 | 試合終了 | — | — | — | —      | —        |
| P=プレー数、TOP=タイム・オブ・ポゼッション、PAT=ポイント・アフター・タッチダウン。 アメリカンフットボールの用語集 (en) も参照。 | P=プレー数、TOP=タイム・オブ・ポゼッション、PAT=ポイント・アフター・タッチダウン。 アメリカンフットボールの用語集 (en) も参照。 | P=プレー数、TOP=タイム・オブ・ポゼッション、PAT=ポイント・アフター・タッチダウン。 アメリカンフットボールの用語集 (en) も参照。 | P=プレー数、TOP=タイム・オブ・ポゼッション、PAT=ポイント・アフター・タッチダウン。 アメリカンフットボールの用語集 (en) も参照。 | P=プレー数、TOP=タイム・オブ・ポゼッション、PAT=ポイント・アフター・タッチダウン。 アメリカンフットボールの用語集 (en) も参照。 | P=プレー数、TOP=タイム・オブ・ポゼッション、PAT=ポイント・アフター・タッチダウン。 アメリカンフットボールの用語集 (en) も参照。 | P=プレー数、TOP=タイム・オブ・ポゼッション、PAT=ポイント・アフター・タッチダウン。 アメリカンフットボールの用語集 (en) も参照。 | P=プレー数、TOP=タイム・オブ・ポゼッション、PAT=ポイント・アフター・タッチダウン。 アメリカンフットボールの用語集 (en) も参照。 | P=プレー数、TOP=タイム・オブ・ポゼッション、PAT=ポイント・アフター・タッチダウン。 アメリカンフットボールの用語集 (en) も参照。 | P=プレー数、TOP=タイム・オブ・ポゼッション、PAT=ポイント・アフター・タッチダウン。 アメリカンフットボールの用語集 (en) も参照。 | P=プレー数、TOP=タイム・オブ・ポゼッション、PAT=ポイント・アフター・タッチダウン。 アメリカンフットボールの用語集 (en) も参照。 | 29     | 17       |

デビン・ヘスターが史上初となるオープニングキックオフリターンTDで開始14秒でベアーズが先制、コルツもマニングからレジー・ウェインへのTDパスが決まるがトライフォーポイントを失敗、その後レックス・グロスマンからムーシン・モハメドへのタッチダウンパスが決まりベアーズが14-6とリードした。第2Qにコルツが反撃、FGで3点返した後、ドミニク・ローズの1ヤードのTDランで16-14と逆転した。第3Qにアダム・ビナティエリの2本のFGでコルツがリードを5点差に拡げ、第4Q初めにグロスマンのパスをケルビン・ヘイデンがインターセプト、56ヤードのリターンTDをあげてコルツが29-17と勝利、MVPにはペイトン・マニングが選ばれた。
コルツのヘッドコーチ、トニー・ダンジーはアフリカ系アメリカ人ヘッドコーチとして初のスーパーボウル優勝コーチとなった。
コルツでは、ドミニク・ローズが21回のランで113ヤードを走ると共に新人RBのジョセフ・アダイも77ヤードを走った。

## スターティングラインアップ
| コルツ                                         | ポジション | ポジション | ベアーズ                                    |
| ---------------------------------------------- | ---------- | ---------- | ------------------------------------------- |
| オフェンス                                     |            |            |                                             |
| レジー・ウェイン Reggie Wayne                  | WR         | WR         | ムーシン・ムハマド Muhsin Muhammad          |
| タリク・グレン Tarik Glenn                     | LT         | LT         | ジョン・テイト John Tait                    |
| ライアン・リルジャ Ryan Lilja                  | LG         | LG         | ルーベン・ブラウン Ruben Brown              |
| ジェフ・サタデー Jeff Saturday                 | C          | C          | オリン・クルーツ Olin Kreutz                |
| ジェイク・スコット Jake Scott                  | RG         | RG         | ロベルト・ガーザ Roberto Garza              |
| ライアン・ディーム Ryan Diem                   | RT         | RT         | フレッド・ミラー Fred Miller                |
| ダラス・クラーク Dallas Clark                  | TE         | TE         | デズモンド・クラーク Desmond Clark          |
| マービン・ハリソン Marvin Harrison             | WR         | WR         | バーナード・ベリアン Bernard Berrian        |
| ペイトン・マニング Peyton Manning              | QB         | QB         | レックス・グロスマン Rex Grossman           |
| ジョセフ・アダイ Joseph Addai                  | RB         | RB         | トーマス・ジョーンズ Thomas Jones           |
| ベン・ユーテック Ben Utecht                    | H-B        | FB         | ジェイソン・マッキー Jason McKie            |
| ディフェンス                                   |            |            |                                             |
| ロバート・マシス Robert Mathis                 | LE         | LE         | アデワーレ・オグンリエ Adewale Ogunleye     |
| アンソニー・マクファーランド Anthony McFarland | LDT        | LDT        | タンク・ジョンソン Tank Johnson             |
| ラヒーム・ブロック Raheem Brock                | RDT        | RDT        | イアン・スコット Ian Scott                  |
| ドワイト・フリーニー Dwight Freeney            | RE         | RE         | アレックス・ブラウン Alex Brown             |
| ロブ・モリス Rob Morris                        | LOLB       | LOLB       | ハンター・ヒレンメイヤー Hunter Hillenmeyer |
| ゲイリー・ブラケット Gary Brackett             | MLB        | MLB        | ブライアン・アーラッカー Brian Urlacher     |
| ケイト・ジューン Cato June                     | ROLB       | ROLB       | ランス・ブリッグズ Lance Briggs             |
| ニック・ハーパー Nick Harper                   | LCB        | LCB        | チャールズ・ティルマン Charles Tillman      |
| ジェイソン・デビッド Jason David               | RCB        | RCB        | ネイサン・ヴァシャー Nathan Vasher          |
| アントワン・ベゼア Antoine Bethea              | SS         | SS         | クリス・ハリス Chris Harris                 |
| ボブ・サンダース Bob Sanders                   | FS         | FS         | ダニエル・マニング Danieal Manning          |
| スペシャルチーム                               |            |            |                                             |
| アダム・ビナティエリ Adam Vinatieri            | K          | K          | ロビー・ゴールド Robbie Gould               |
| ハンター・スミス Hunter Smith                  | P          | P          | ブラッド・メイナード Brad Maynard           |
| ヘッドコーチ                                   |            |            |                                             |
| トニー・ダンジー Tony Dungy                    | HC         | HC         | ラビー・スミス Lovie Smith                  |

## エンターテイメント
試合前にはシルク・ド・ソレイユがパフォーマンスを行った。また硫黄島の戦いで摺鉢山に星条旗が掲げられた有名なシーンの再現に続いて、ビリー・ジョエルが第23回以来2度目となるアメリカ国歌斉唱を行った。
ハーフタイムショーはプリンスがパフォーマンスを行った。雨の中でのパフォーマンスとなり、パープル・レインやレッツ・ゴー・クレイジーなどのメドレーを歌った。

## トーナメント表
|  | |                                                     |                                                     |                        |                        |                                |                                    |                                |                   |                   |                   |                                |                                |                                |  |  |  |  |
|  | 2007年1月7日 ジレット・スタジアム | 2007年1月7日 ジレット・スタジアム                   | 2007年1月7日 ジレット・スタジアム                   |                        |                        | 1月14日 クアルコム・スタジアム | 1月14日 クアルコム・スタジアム     | 1月14日 クアルコム・スタジアム |                   |                   |                   |                                |                                |                                |  |  |  |  |
|  | 2007年1月7日 ジレット・スタジアム | 2007年1月7日 ジレット・スタジアム                   | 2007年1月7日 ジレット・スタジアム                   |                        |                        | 1月14日 クアルコム・スタジアム | 1月14日 クアルコム・スタジアム     | 1月14日 クアルコム・スタジアム |                   |                   |                   |                                |                                |                                |  |  |  |  |
|  | 2007年1月7日 ジレット・スタジアム | 2007年1月7日 ジレット・スタジアム                   | 2007年1月7日 ジレット・スタジアム                   |                        |                        | 1月14日 クアルコム・スタジアム | 1月14日 クアルコム・スタジアム     | 1月14日 クアルコム・スタジアム |                   |                   |                   |                                |                                |                                |  |  |  |  |
|  | 2007年1月7日 ジレット・スタジアム | 2007年1月7日 ジレット・スタジアム                   | 2007年1月7日 ジレット・スタジアム                   |                        |                        | 1月14日 クアルコム・スタジアム | 1月14日 クアルコム・スタジアム     | 1月14日 クアルコム・スタジアム |                   |                   |                   |                                |                                |                                |  |  |  |  |
|  | 5 | ジェッツ                                            | 16                                                  |                        |                        | 1月14日 クアルコム・スタジアム | 1月14日 クアルコム・スタジアム     | 1月14日 クアルコム・スタジアム |                   |                   |                   |                                |                                |                                |  |  |  |  |
|  | 5 | ジェッツ                                            | 16                                                  | 4                      | ペイトリオッツ         | 24                             |                                    |                                |                   |                   |                   |                                |                                |                                |  |  |  |  |
|  | 4 | ペイトリオッツ                                      | 37                                                  | 4                      | ペイトリオッツ         | 24                             |                                    |                                | 1月21日 RCAドーム | 1月21日 RCAドーム | 1月21日 RCAドーム |                                |                                |                                |  |  |  |  |
|  | 4 | ペイトリオッツ                                      | 37                                                  | 1                      | チャージャーズ         | 21                             |                                    |                                | 1月21日 RCAドーム | 1月21日 RCAドーム | 1月21日 RCAドーム |                                |                                |                                |  |  |  |  |
|  | |                                                     |                                                     | 1                      | チャージャーズ         | 21                             |                                    |                                | 1月21日 RCAドーム | 1月21日 RCAドーム | 1月21日 RCAドーム |                                |                                |                                |  |  |  |  |
|  | AFC |                                                     |                                                     |                        |                        |                                |                                    |                                | 1月21日 RCAドーム | 1月21日 RCAドーム | 1月21日 RCAドーム |                                |                                |                                |  |  |  |  |
|  | 2007年1月6日 RCAドーム | 2007年1月6日 RCAドーム                              | 2007年1月6日 RCAドーム                              | 4                      | ペイトリオッツ         | 34                             |                                    |                                |                   |                   |                   |                                |                                |                                |  |  |  |  |
|  | 2007年1月6日 RCAドーム | 2007年1月6日 RCAドーム                              | 2007年1月6日 RCAドーム                              | 4                      | ペイトリオッツ         | 34                             | 1月13日 M&Tバンク・スタジアム      |                                |                   |                   |                   |                                |                                |                                |  |  |  |  |
|  | 2007年1月6日 RCAドーム | 2007年1月6日 RCAドーム                              | 2007年1月6日 RCAドーム                              |                        | 3                      | コルツ                         | 38                                 |                                |                   |                   |                   |                                |                                |                                |  |  |  |  |
|  | 2007年1月6日 RCAドーム | 2007年1月6日 RCAドーム                              | 2007年1月6日 RCAドーム                              |                        | 3                      | コルツ                         | 38                                 |                                |                   |                   |                   |                                |                                |                                |  |  |  |  |
|  | 6 | チーフス                                            | 8                                                   | AFC チャンピオンシップ | AFC チャンピオンシップ | AFC チャンピオンシップ         |                                    |                                |                   |                   |                   |                                |                                |                                |  |  |  |  |
|  | 6 | チーフス                                            | 8                                                   | AFC チャンピオンシップ | AFC チャンピオンシップ | AFC チャンピオンシップ         | 3                                  | コルツ                         | 15                |                   |                   |                                |                                |                                |  |  |  |  |
|  | 3 | コルツ                                              | 23                                                  | AFC チャンピオンシップ | AFC チャンピオンシップ | AFC チャンピオンシップ         | 3                                  | コルツ                         | 15                |                   |                   | 2月4日 ドルフィン・スタジアム  | 2月4日 ドルフィン・スタジアム  | 2月4日 ドルフィン・スタジアム  |  |  |  |  |
|  | 3 | コルツ                                              | 23                                                  | AFC チャンピオンシップ | AFC チャンピオンシップ | AFC チャンピオンシップ         | 2                                  | レイブンズ                     | 6                 |                   |                   | 2月4日 ドルフィン・スタジアム  | 2月4日 ドルフィン・スタジアム  | 2月4日 ドルフィン・スタジアム  |  |  |  |  |
|  | ワイルドカード・プレーオフ |                                                     |                                                     |                        |                        |                                | 2                                  | レイブンズ                     | 6                 |                   |                   | 2月4日 ドルフィン・スタジアム  | 2月4日 ドルフィン・スタジアム  | 2月4日 ドルフィン・スタジアム  |  |  |  |  |
|  | ディビジョナル・プレーオフ |                                                     |                                                     |                        |                        |                                |                                    |                                |                   |                   |                   | 2月4日 ドルフィン・スタジアム  | 2月4日 ドルフィン・スタジアム  | 2月4日 ドルフィン・スタジアム  |  |  |  |  |
|  | 2007年1月7日 リンカーン・フィナンシャル・フィールド | 2007年1月7日 リンカーン・フィナンシャル・フィールド | 2007年1月7日 リンカーン・フィナンシャル・フィールド | A3                     | コルツ                 | 29                             |                                    |                                |                   |                   |                   |                                |                                |                                |  |  |  |  |
|  | 2007年1月7日 リンカーン・フィナンシャル・フィールド | 2007年1月7日 リンカーン・フィナンシャル・フィールド | 2007年1月7日 リンカーン・フィナンシャル・フィールド | A3                     | コルツ                 | 29                             | 1月13日 ルイジアナ・スーパードーム |                                |                   |                   |                   |                                |                                |                                |  |  |  |  |
|  | 2007年1月7日 リンカーン・フィナンシャル・フィールド | 2007年1月7日 リンカーン・フィナンシャル・フィールド | 2007年1月7日 リンカーン・フィナンシャル・フィールド |                        | N1                     | ベアーズ                       | 17                                 |                                |                   |                   |                   |                                |                                |                                |  |  |  |  |
|  | 2007年1月7日 リンカーン・フィナンシャル・フィールド | 2007年1月7日 リンカーン・フィナンシャル・フィールド | 2007年1月7日 リンカーン・フィナンシャル・フィールド |                        | N1                     | ベアーズ                       | 17                                 |                                |                   |                   |                   |                                |                                |                                |  |  |  |  |
|  | 6 | ジャイアンツ                                        | 20                                                  | 第41回スーパーボウル   | 第41回スーパーボウル   | 第41回スーパーボウル           |                                    |                                |                   |                   |                   |                                |                                |                                |  |  |  |  |
|  | 6 | ジャイアンツ                                        | 20                                                  | 第41回スーパーボウル   | 第41回スーパーボウル   | 第41回スーパーボウル           | 3                                  | イーグルス                     | 24                |                   |                   |                                |                                |                                |  |  |  |  |
|  | 3 | イーグルス                                          | 23                                                  | 第41回スーパーボウル   | 第41回スーパーボウル   | 第41回スーパーボウル           | 3                                  | イーグルス                     | 24                |                   |                   | 1月21日 ソルジャー・フィールド | 1月21日 ソルジャー・フィールド | 1月21日 ソルジャー・フィールド |  |  |  |  |
|  | 3 | イーグルス                                          | 23                                                  | 第41回スーパーボウル   | 第41回スーパーボウル   | 第41回スーパーボウル           | 2                                  | セインツ                       | 27                |                   |                   | 1月21日 ソルジャー・フィールド | 1月21日 ソルジャー・フィールド | 1月21日 ソルジャー・フィールド |  |  |  |  |
|  | |                                                     |                                                     |                        |                        |                                | 2                                  | セインツ                       | 27                |                   |                   | 1月21日 ソルジャー・フィールド | 1月21日 ソルジャー・フィールド | 1月21日 ソルジャー・フィールド |  |  |  |  |
|  | NFC |                                                     |                                                     |                        |                        |                                |                                    |                                |                   |                   |                   | 1月21日 ソルジャー・フィールド | 1月21日 ソルジャー・フィールド | 1月21日 ソルジャー・フィールド |  |  |  |  |
|  | 2007年1月6日 クエスト・フィールド | 2007年1月6日 クエスト・フィールド                   | 2007年1月6日 クエスト・フィールド                   | 2                      | セインツ               | 14                             |                                    |                                |                   |                   |                   |                                |                                |                                |  |  |  |  |
|  | 2007年1月6日 クエスト・フィールド | 2007年1月6日 クエスト・フィールド                   | 2007年1月6日 クエスト・フィールド                   | 2                      | セインツ               | 14                             | 1月14日 ソルジャー・フィールド     |                                |                   |                   |                   |                                |                                |                                |  |  |  |  |
|  | 2007年1月6日 クエスト・フィールド | 2007年1月6日 クエスト・フィールド                   | 2007年1月6日 クエスト・フィールド                   |                        | 1                      | ベアーズ                       | 39                                 |                                |                   |                   |                   |                                |                                |                                |  |  |  |  |
|  | 2007年1月6日 クエスト・フィールド | 2007年1月6日 クエスト・フィールド                   | 2007年1月6日 クエスト・フィールド                   |                        | 1                      | ベアーズ                       | 39                                 |                                |                   |                   |                   |                                |                                |                                |  |  |  |  |
|  | 5 | カウボーイズ                                        | 20                                                  | NFC チャンピオンシップ | NFC チャンピオンシップ | NFC チャンピオンシップ         |                                    |                                |                   |                   |                   |                                |                                |                                |  |  |  |  |
|  | 5 | カウボーイズ                                        | 20                                                  | NFC チャンピオンシップ | NFC チャンピオンシップ | NFC チャンピオンシップ         | 4                                  | シーホークス                   | 24                |                   |                   |                                |                                |                                |  |  |  |  |
|  | 4 | シーホークス                                        | 21                                                  | NFC チャンピオンシップ | NFC チャンピオンシップ | NFC チャンピオンシップ         | 4                                  | シーホークス                   | 24                |                   |                   |                                |                                |                                |  |  |  |  |
|  | 4 | シーホークス                                        | 21                                                  | NFC チャンピオンシップ | NFC チャンピオンシップ | NFC チャンピオンシップ         | 1                                  | ベアーズ                       | 27*               |                   |                   |                                |                                |                                |  |  |  |  |
|  | |                                                     |                                                     |                        |                        |                                | 1                                  | ベアーズ                       | 27*               |                   |                   |                                |                                |                                |  |  |  |  |
|  | - 対戦カード及びスタジアムはシード順で決定される。 そのラウンドに登場する最上位チームが最下位チームとホームで対戦、残った2チームが上位チームのホームで対戦する。 - スーパーボウル開催地は事前にオーナー会議で決定。 - チーム名の左の数字は、2006年レギュラーシーズンの結果に基づいて決定されたシード順。 - * は延長戦決着 - 日付はアメリカ東部時間 |                                                     |                                                     |                        |                        |                                |                                    |                                |                   |                   |                   |                                |                                |                                |  |  |  |  |

## 放送
全米での視聴率は第34回スーパーボウルの43.2%に次ぐ42.6%となり、およそ9,320万人がテレビ観戦をしている。

### 日本におけるテレビ中継
- 日本テレビ・日テレG+　実況：蛯原哲　解説：後藤完夫　ゲスト：安良城紅
- NHK衛星第1　実況：鈴木聡彦　解説：高野元秀

## ファンへの制限
スーパーボウルでは、レギュラーシーズン中は行われているファンによるテイルゲートパーティーが禁止された。当初ドルフィン・スタジアムは通常どおりテイルゲートパーティーは行えると発表したが、NFLはスタジアムから半径1マイル（1600m）以内でのテイルゲートパーティーを禁止すると発表した。